# Pražská potrubní pošta
Pražská potrubní pošta je dnes již jediný dochovaný systém městské potrubní pošty na světě. Tvoří ji podzemní systém kovových trubek pod širším centrem Prahy. Trubkami se pomocí dmychadel a stlačeného vzduchu nebo podtlaku mohou pohánět transportní pouzdra obsahující různé zásilky, v minulosti nejčastěji telegramy. Rychlost dopravy dosahuje až 10 metrů za sekundu.
Systém byl uveden do provozu v roce 1889. Celková délka potrubní sítě se postupem let rozrostla až na současných 55 km a skládá se z pěti hvězdicovitě uspořádaných tras, které se sbíhají v centrále potrubní pošty v Jindřišské ulici. V minulosti potrubní poštu v Praze využívala  vláda, banky i média. Sloužila až do roku 2002, kdy ji vyřadila z provozu ničivá povodeň. 
V roce 2012 potrubní poštu koupil od tehdejšího vlastníka Telefónica Czech Republic podnikatel Zdeněk Dražil, který plánuje celý systém opravit a znovuotevřít jako fungující turistickou atrakci.  

## Historie

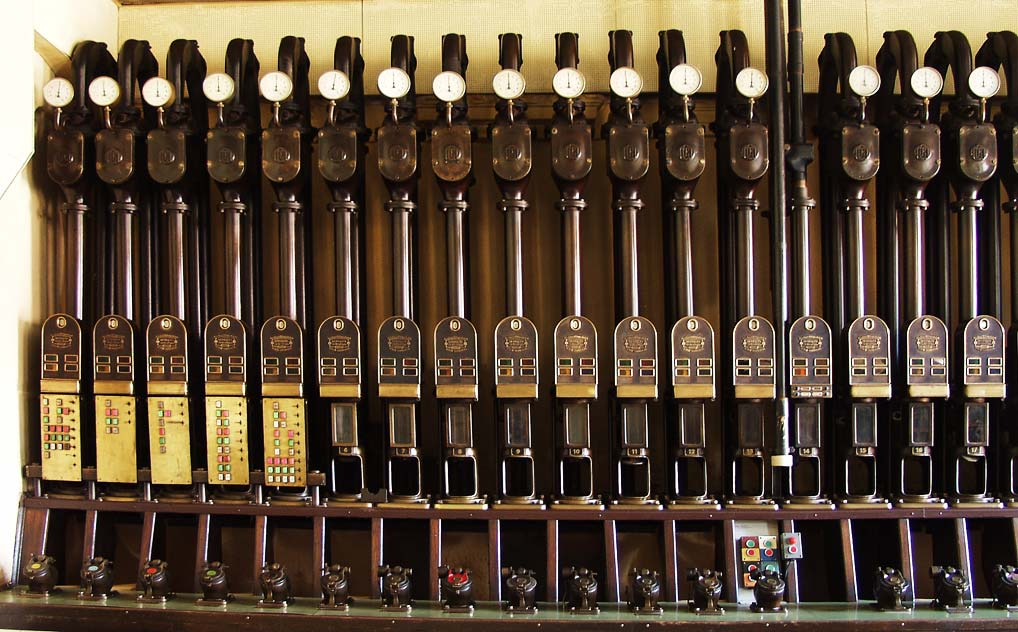
Hlavní ovládací panel se vstupy, výstupy a řídícími hlavami tras

První městská potrubní pošta byla vybudována v Londýně v roce 1853, na základě vynálezů Denise Papina (1647–1714), ale po celou dobu byla pouze v interním provozu. Následovala další evropská města v pořadí Berlín, Paříž a Vídeň, výhody tohoto systému si brzo uvědomila c.k. rakouská poštovní a telegrafní správa a jako první v Evropě otevřela potrubní poštu i pro veřejnost (1. března 1875 ve Vídni).
Pražská potrubní pošta byla pro veřejnost otevřena 4. března 1899. První trasa byla vybudována již v roce 1887, ale sloužila pouze pro přepravu telegramů z Malé Strany, kde sídlila hlavní telegrafní stanice Praha 10, na hlavní poštu v Jindřišské ulici. Od 4. března 1899 byla do systému napojena ještě pošta na Starém Městě – p.ú. Praha 2. Systém měl hlavní využití zejména pro posílání telegramů. Propojení s Pražským hradem se uskutečnilo až v roce 1920 (viz historický exponát Pražská potrubní pošta na Exponetu – třída poštovní historie, panel (frame) č. 1, list č. 2 a 3.). Celková délka potrubní sítě v té době měřila přes pět kilometrů.
Hlavní rozšíření sítě ovšem nastalo až v letech 1929–1931 (panel (frame) č. 4, list č. 8–10). Tehdy vznikly další trasy a v plném rozmachu byly systémem transportovány desítky tisíc pouzder měsíčně a přes 400 tisíc pouzder ročně. Až v roce 1945 (panel č. 7, list č. 13) byly staženy speciální modré schránky, sloužící do té doby široké veřejnosti pro zásilky posílané tímto systémem. Za druhé světové války sehrála potrubní pošta důležitou úlohu při zásobování obléhané budovy rozhlasu.

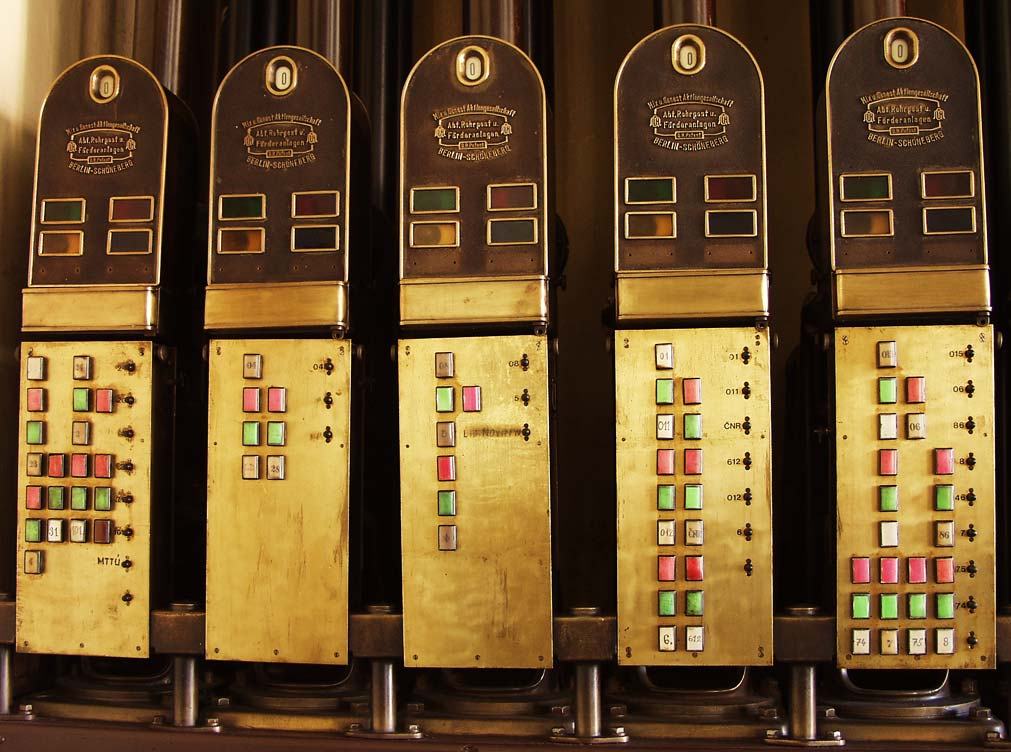
Hlavy pěti hlavních tras s počitadly, signálními světly a ovládáním výhybek

Zcela neznámá je síť soukromých stanic potrubní pošty. Díky poštovním zásilkám, které se zachovaly, je možné tuto síť dokumentovat (panel č. 7, list č. 16 a celý panel (frame) č. 8).
Ještě v 90. letech 20. století bylo systémem přepravováno kolem 9 tisíc pouzder měsíčně. Provoz postupně slábl a ničivé povodně v roce 2002 za jeho fungováním udělaly prozatímní tečku. Rozsáhlá síť měřila celkově 55 km.
Po roce 1989 potrubní poštu vlastnila společnost Telefónica Czech Republic a o její opravy a provozování neměla zájem. Od roku 2008 se společnost snažila celý systém prodat. Koncem roku 2011 ho chtěl zakoupit, opravit a provozovat podnikatel Zdeněk Dražil, roku 2012 koupila potrubní poštu jeho společnost Wind.com. Nový vlastník chce postupně některé z tras zprovoznit, první obnovenou trasou má být spojnice hlavní pošty v Jindřišské s Pražským hradem. Na opravu shání vlastník sponzory, provoz chce financovat z turistických prohlídek nebo školních exkurzí.

## Použitá technologie

### Potrubí
Trasy potrubní pošty jsou vytvořeny z ocelových trubek o vnitřní světlosti 65 mm a tloušťce stěn 2,5–3 mm. Trubky jsou spojovány těsnými nátrubky dlouhými 14 cm, zaručujícími přesnou souosost spoje a po svaření i jeho dokonalou vzduchotěsnost. Aby se zabránilo bludným proudům, které zvyšují korozi materiálu, jsou na některých místech mezi trubky také vkládány keramické izolátory. Z vnější strany jsou trubky kladené do země chráněny asfaltovou skleněnou tkaninou, která je na ně namotána za tepla a je zatřena horkým asfaltem. Potrubí je v zemi uloženo zpravidla pod pražskými chodníky ve hloubce 80–120 cm pod povrchem. Uvnitř budov a v pražské kolektorové síti jsou trubky opatřeny pouze antikorozními nátěry.

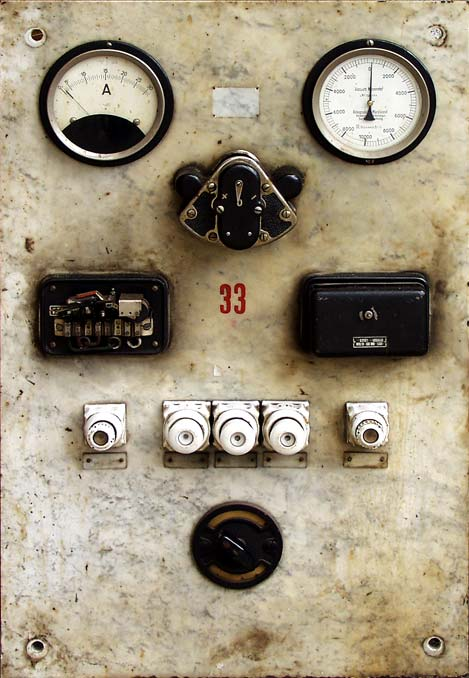
Původní ovládací panel dmychadla s ampérmetrem a tlakoměrem na mramorové desce

Rádiusy oblouků v zemi jsou velké minimálně 250 cm, obvykle se ale používají poloměry 300 cm. Uvnitř budov je minimální povolený rádius 200 cm. Oblouky se vytvářejí ze speciálních žíhaných trubek pomocí ohýbačky zastudena, zkonstruované speciálně pro tento účel. Spolu s potrubím se klade i signalizační kabel, kterým se zajišťuje komunikace s prvky po trase.
Jednotlivé úseky tras jsou opatřeny tzv. revizními studnami (šachtami). V nich je možno potrubí otevřít a zjistit místo poruchy nebo odtud pomoci vyjmout na trati uvízlé pouzdro. To se dá udělat vyražením těžším pouzdrem poslaným na místo závady pomocí tlaku až 30 atm.

### Transportní pouzdra

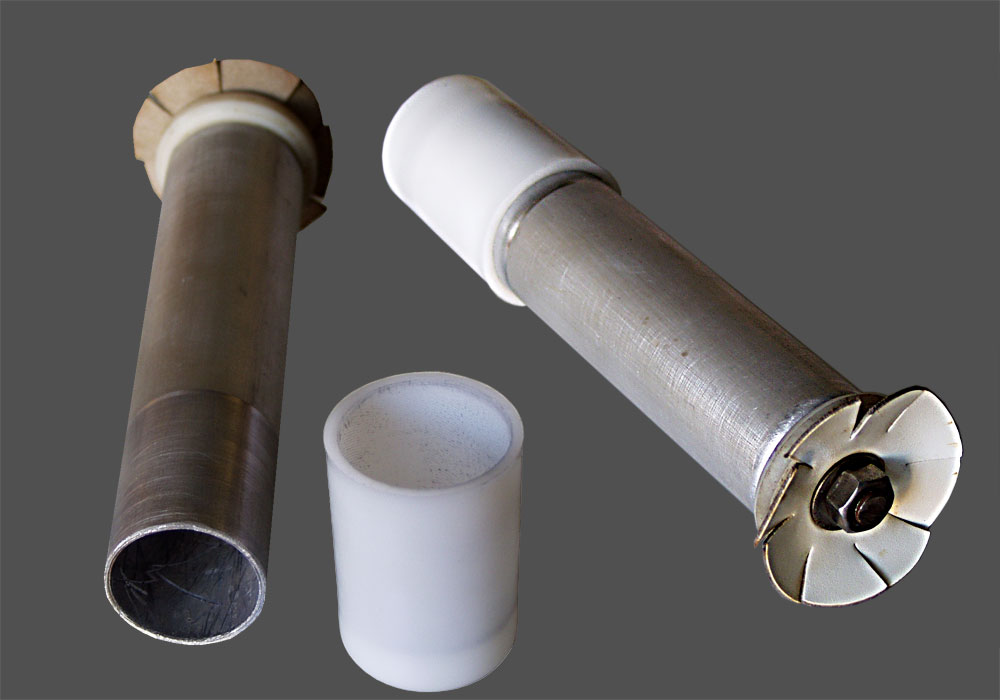
Pouzdra pro posílání zásilek pražskou potrubní poštou

Trubkami cestují hliníková pouzdra vyrobená z trubek o vnějším průměru 48 mm a délce 200 mm. Na zadní straně je trubka opatřena plastovým kroužkem zamezujícím tření hliníku o stěny potrubí a vějířkem z měkkého plastu, který těsní pouzdro v potrubí. Na přední straně je snímatelné plastové víčko. Průměr zadního kroužku a předního víčka je 57 mm. Zbývajících 8 mm do vnitřní světlosti potrubí utěsňuje jen zmíněný vějířek, takže pouzdra dokonale těsní a přitom vykazují pouze velmi malé tření.

### Pohonné jednotky
Každá trať potrubní pošty je vybavena vlastním pohonným agregátem, který je tvořen dmychadlem poháněným elektromotorem. Jedno dmychadlo obslouží maximálně tříkilometrový úsek trasy, takže na delších trasách musí být vloženo několik dmychadel. Dmychadlo musí umět reverzaci chodu a vytvářet tak do potrubí buď přetlak, nebo naopak podtlak. Dmychadla jsou k potrubí připojena T-články. Z obou stran je v potrubí ve vhodné vzdálenosti před T-článkem umístěn kontakt spínaný projíždějícím pouzdrem.

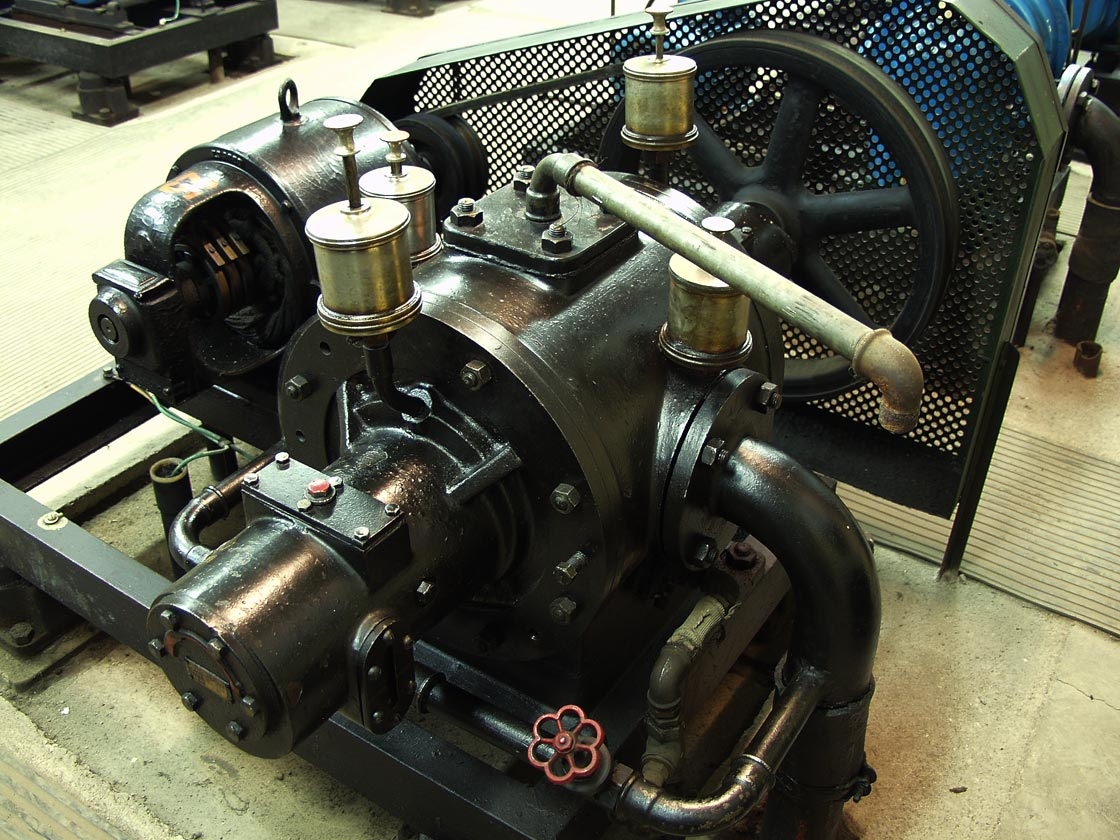
Původní lopatkové dmychadlo ze 30. let 20. století

Dmychadlo je nejprve v režimu sání, takže pouzdro nasává směrem k T-článku. Před jeho dosažením ovšem pouzdro sepne kontakt, který provede reverzaci dmychadla. Mezitím pouzdro svou setrvačností projede kolem T-článku. V momentě, kdy je za ním, působí na něj v tu chvíli již reverzované dmychadlo naopak přetlakem. Transportní pouzdra se mohou v potrubí pohybovat rychlostí až 10 metrů za sekundu.
Starší dmychadla byla lopatková (excentricky umístěná rotující lopatka ve válci o výšce 300 mm). Novější dmychadla používají rotující píst.

### Zásilky
Do pouzder se vejdou zásilky až o průměru 5 cm a maximální délce 20 cm. Jejich hmotnost může být do 3 kg. Zpravidla se jednalo o stočené ruličky blanketů s telegramy, ale bylo možné přepravovat v podstatě jakékoliv zásilky do daných maximálních rozměrů a hmotnosti. Pochopitelně nemohly obsahovat nebezpečné látky, které by mohly poničit potrubí. Na druhou stranu rychlost pouzder se dala regulovat, takže například křehká zásilka se mohla poslat i velmi šetrným způsobem.

## Trasy a stanice
Síť pražské potrubní pošty sestává z pěti hvězdicovitě uspořádaných hlavních tras vybavených výhybkami a koncentrátory a z tzv. účastnických spojů. Celková délka tras je asi 55 km. Na některých velmi frekventovaných úsecích je potrubí dvourourové (oddělené směry), ale většina tras je pouze jednorourová a směr zásilky se určuje správným směrem chodu kompresorů. Hlavní trasy spojují následující poštovní úřady:
- ústředna Jindřišská – Praha 2, Praha 3, Praha 10
- ústředna Jindřišská – Praha 1, Praha 2
- ústředna Jindřišská – Praha 5
- ústředna Jindřišská – Praha 6
- ústředna Jindřišská – Praha 7

Účastnických spojů bylo 16, ale do dnešních dnů se jich zachovalo pouze 7. Po celé Praze tak do dneška zůstalo 24 stanic potrubní pošty.
Potrubí také na třech mostech (Hlávkův most, Mánesův most a Most Legií) překračuje Vltavu.

### Centrála

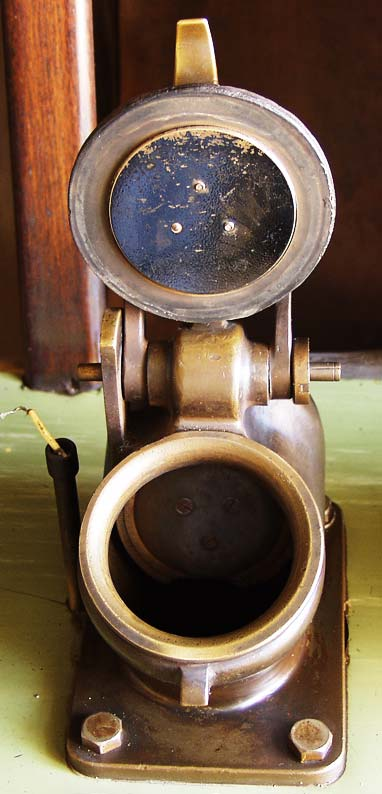
Vstup trasy, do kterého se vhazovalo pouzdro se zásilkou

Místo, kam se sbíhaly všechny trasy, se nachází v budově hlavní pošty v Jindřišské ulici 50°5′ s. š., 14°25′41″ v. d.. Zde se jednak vedla přesná evidence všech zásilek a jednak zde bylo prováděno řízení a monitorování celého systému. Také zde docházelo k přeposílání zásilek mezi jednotlivými trasami. Zásilky byly v takovém případě prostě obsluhou ručně přeloženy z kapsy, kam přišly do vstupu další trasy pro následné odeslání (samozřejmě to bylo doprovázeno přesnou evidencí).

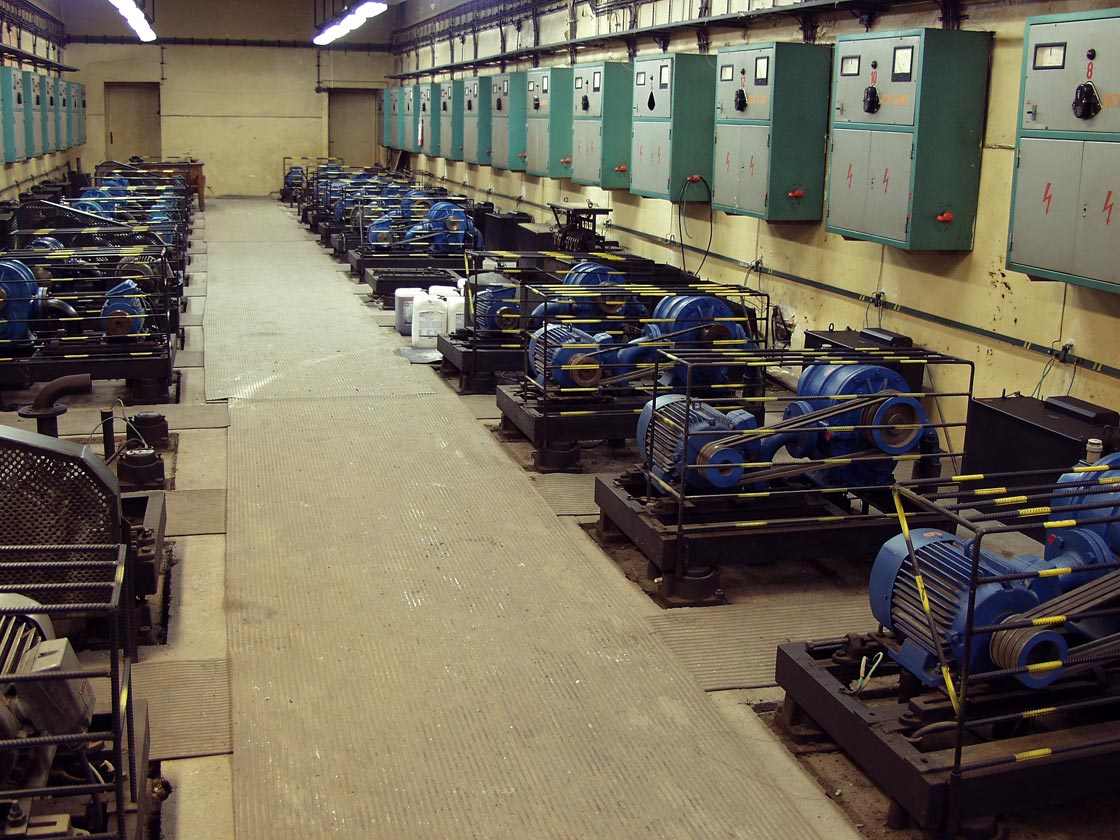
Strojovna v budově hlavní pošty v Jindřišské ulici

Okamžitý stav trasy indikovala signální světla na příslušné hlavě. Na trasu se mohlo poslat až 10 zásilek v intervalu 30 sekund za sebou. V praxi se ovšem takové množství zásilek obvykle nepoužívalo.
Na trasách s výhybkami musely být zásilky seřazeny do předem určeného pořadí. Výhybky bylo totiž možno uvést do aktivního stavu z ústředny pouze před vlastním započetím posílání pouzder. První pouzdro bylo danou výhybkou odbočeno, ale po jeho projetí se výhybka sama vrátila do neutrální polohy, takže další pouzdra již projížděla bez odbočení. Proto pouzdro, které mělo odbočovat, muselo být ve várce zařazeno na první pozici.